# Colpognathus postfurcalis
Colpognathus postfurcalis är en stekelart som beskrevs av Constantineanu 1959. Colpognathus postfurcalis ingår i släktet Colpognathus och familjen brokparasitsteklar. Inga underarter finns listade i Catalogue of Life.